# Jan Sołek
Jan Waldemar Sołek (ur. 24 czerwca 1958 w Przeworsku, zm. 18 maja 2024) – polski samorządowiec, dziennikarz i urzędnik, działacz opozycyjny w PRL, w latach 1999–2002 członek zarządu województwa podkarpackiego.

## Życiorys
Syn Józefa i Anny. W 1979 ukończył Technikum Elektryczne w Przeworsku. Od 1980 studiował na Wydziale Humanistycznym Wyższej Szkoły Pedagogicznej w Rzeszowie. Został jednym z liderów Niezależnego Zrzeszenia Studentów na tej uczelni. Od 20 lutego do 28 maja 1982 internowany w Załężu, następnie relegowany z uczelni. Od 1983 do 1984 pracował jako pedagog w szkołach w Rzeszowie, potem do końca lat 80. zatrudniony m.in. w Wojewódzkim Zakładzie Transportu Mleczarskiego, Domu Książki w Rzeszowie oraz Przedsiębiorstwie Gospodarki Komunalnej i Mieszkaniowej w Przeworsku. Działał jednocześnie jako publicysta i kolporter podziemnej prasy, od 1988 należał do NSZZ „Solidarność”. Był rozpracowywany przez służby specjalne PRL.
W 1989 był współzałożycielem Komitetu Obywatelskiego „Solidarności” w Przeworsku i uczestnikiem kampanii wyborczej, następnie do 1990 pozostawał wiceprzewodniczącym „S” Regionu Południowo-Wschodniego. Od lat 90. publikował w prasie, m.in. w tygodniku „San” i dzienniku „A-Z”, od 1994 do 1997 pozostawał szefem oddziału „Życia Przemyskiego”. Od 1990 należał do Porozumienia Centrum, wybrano go do rady miejskiej Przeworska. Został członkiem zarządu miasta oraz delegatem do sejmiku województwa przemyskiego, a od 1991 do 1994 był wicedyrektorem Urzędu Rejonowego w Przeworsku. W 1998 zajmował stanowisko doradcy i p.o. dyrektora gabinetu wojewody przemyskiego.
W 1997 został członkiem Ruchu Społecznego AWS. W 1998 wybrany na radnego sejmiku podkarpackiego, był rzecznikiem klubu Akcji Wyborczej Solidarność. Z dniem 1 stycznia 1999 został wybrany na członka zarządu województwa. Zakończył pełnienie funkcji 22 listopada 2002 wraz z całym zarządem. Nie ubiegał się też w tymże roku o reelekcję do sejmiku. Znalazł się w konwentach szkół wyższych w Jarosławiu i Przemyślu, został też prezesem Podkarpackiego Związku Szermierczego. Był zatrudniony w Urzędzie Marszałkowskim, a od 2003 pracował na stanowiskach kierowniczych w Podkarpackiej Regionalnej Organizacji Turystycznej (w tym jako prezes). W 2017 został asystentem marszałka Władysława Ortyla. Kandydował też z listy Prawa i Sprawiedliwości do sejmiku podkarpackiego w 2006 i Sejmu w 2007.
Żonaty z Krystyną, byłą zastępczynią burmistrza Przeworska, był ojcem dyplomatki Katarzyny Sołek.
Odznaczony Krzyżem Kawalerskim Orderu Odrodzenia Polski (2009), w 2015 otrzymał Krzyż Wolności i Solidarności.